# Anyphaena fraterna
Anyphaena fraterna är en spindelart som först beskrevs av Banks 1896.  Anyphaena fraterna ingår i släktet Anyphaena och familjen spökspindlar. Inga underarter finns listade i Catalogue of Life.